# طقم الملكة ناريمان

طقم الملكة ناريمان هو من المجوهرات الملكية الخاصة بالملكة ناريمان زوجة الملك فاروق الأول ملك مصر السابق.

## تصميم الطقم
صممه مصمم المجوهرات الفرنسي بيير ستيرلي لدار سيجلسون للمجوهرات في خمسينيات القرن الماضي. تصميم الطقم مستوحي من الطبيعة ، مصمم علي شكل اوراق من الاشجار.
العقد مقسم لاربعة اجزاء كل جزء منه يمثل ورقة شجر؛ و يتصل الأربعة اجزاء مع بعضهم البعض و لكن مع مرونه فيتحرك العقد بأنسيابية كأوراق الشجر في الطبيعة.

## وصف الطقم
الطقم مكون من عقد و سوار. الطقم من ذهب عيار 18 مُطَعّم بأحجار السترين و الألماس . فصوص السترين الاصفر تظهر علي شكل كمثري بينما تظهر فصوص الألماس مستديرة و يُقَدّر وزن الألماس الإجمالي ب11 قيراط.
طول العقد كاملاً 38 سم ، أما السوار ف16.51 سم.

## الملكة ناريمان
طلب الملك فاروق الأول من المصمم الفرنسي بيير ستيرلي تصميم هذا الطقم و أشتره الملك للملكة ناريمان عام 1950.

## التأميم
بعد قيام ثورة 23 يوليو ، تم تأميم و مصادره المجوهرات الملكية الخاصة بأسرة محمد علي فصُدر الطقم من الملكة ناريمان لصالح الدولة المصرية و أصبح ملك للدولة.

## سرقة الطقم
عام 2017 أبلغ المحامي أكرم النقيب نجل الملكة ناريمان السلطات المصرية بان الطقم معروض للبيع في مزاد "Sotheby’s New York" بنيويورك و بالفعل ارسلت وزارة الأثار المصرية المزاد و للموقع الإليكتروني الذي عرضت عليه القطعة إنذار بأن هذه القطع مسروقة من الدولة و لا يمكن عرضها للبيع و بالفعل تم سحب القطع من العرض.
و كشفت مصادر من الدولة ان علي الأرجح أن هذا الطقم قد تم سرقته عام 2006 و تهريبه من الحدود السودانية الليبية ومنها لإيطاليا ثم إنجلترا حتي ظهوره في الولايات المتحدة الأمريكية .
و أوضحت دار المزادات ان عارض القطع رجل إنجليزي و قد أشتراه بالفعل في عام 2006 